# 鈴木真理子

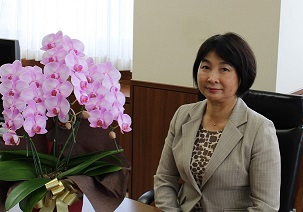

鈴木 眞理子（すずき まりこ、1963年2月19日 - ）は、日本の検察官。京都産業大学大学院教授、京都地方検察庁次席検事、札幌高等検察庁次席検事、札幌地方検察庁検事正、最高検察庁公判部長等を経て、仙台高等検察庁検事長。

## 来歴・人物
大阪府枚方市出身。上智大学法学部卒業後、浦和家庭裁判所事務官を経て、1992年検事任官。京都産業大学大学院法務研究科教授や、京都地方検察庁公判部長、東京地方検察庁刑事部副部長等を経て、2014年神戸地方検察庁公判部長。2016年大阪地方検察庁総務部長。2017年大阪地方検察庁公判部長。2018年から京都地方検察庁次席検事を務め、京都府警察との連携などにあたった。2019年秋田地方検察庁検事正兼仙台高等検察庁秋田支部長。2020年札幌高等検察庁次席検事兼法務総合研究所札幌支所長。2022年札幌地方検察庁検事正、下級裁判所裁判官指名諮問委員会地域委員会（札幌） 委員。2023年最高検察庁公判部長。2024年仙台高等検察庁検事長。